# Клавир (филм)
Клавир (енгл. The Piano) је драмски филм из 1993. године о немој пијанисти и њеној ћерки, смештена у 19. веку на кишној и блатњавој западној обали Новог Зеланда. Филм је написала и режирала Џејн Кемпион, а главне улоге тумачили су Холи Хантер, Харви Кајтел, Сем Нил и Ана Паквин. Музику за филм написао је Мајкл Најман, а његова музика је постала велики хит. Глумица Хантер је и сама свирала клавир у филму, а такође је учила малу Паквин знаковни језик. Сам филм је био међународна копродукција аустралијског продуцента Јана Чепмена са француском компанијом Сиби 2000 .
Филм Клавир имао је комерцијални и критичарски успех, са зарадом од преко 40 милиона долара (уз буџет од 7 милиона долара). Холи Хантер и Ана Паквин су високо хваљене за своје улоге. На 66. додели Оскара Оскар, филм је освојио три награде: најбоља глумица (Хантер), најбоља споредна глумица (Паквин) и најбољи оригинални сценарио (Кемпион). Пакуин, која је тада имала 11 година, постала је друга најмлађа добитница Оскара икада, иза Тејтум О’Нил која је такође освојила награду у категорији споредних глумица 1973. са 10 година.

## Опис филма
Филм Клавир је прича о немој жени из Шкотске, Ади Мекграт (Холи Хантер), чији је отац шаље на западну обалу Новог Зеланда ради договореног брака са Алистером Стјуартом (Сем Нил). Она долази на обалу заједно са својом ћерком Флором Мекграт (Ана Паквин). Од своје шесте године Ада није проговорила ниједну реч, а своје мисли и осећања изражава свирањем клавира и знаковним језиком, који њена ћерка другима тумачи. Касније сазнајемо да је Флора рођена из везе коју је Ада имала са учитељом за кога је веровала да може да контролише њен ум присиљавајући је да га воли, али који се касније „уплашио и престао да слуша“ и оставио је.
Ада, Флора и њихове ствари заједно са клавиром остављене су на обали Новог Зеланда упркос њеном противљењу. Пошто нема ко да их дочека, њих двоје проводе ноћ сами на обали у малом шатору. Следећег дана стиже Алистер са Маврима и својим пријатељем Бејнсом  (Харви Кајтел), пензионисаним морнаром који је усвојио многе маурске обичаје, укључујући тетовирање лица и дружење са домороцима уместо своје расе (осим Алистера). Пошто нема довољно људи да узму све ствари, Алистер им наређује да оставе клавир на плажи упркос Адином жестоком противљењу.
Алистер је стидљив и несигуран човек којег Маври у шали називају „старцем чија су се јаја осушила“. Каже Ади да у његовој кућици нема места за клавир. Заузврат, Ада не жели да се спријатељи са њим и наставља своје покушаје да дође до клавира. У немогућности да комуницира са Алистером, она и њена ћерка одлазе код Бејнса, који од њега тражи да врати клавир. Он пристаје и њих троје проводе дан на плажи - она се игра, он слуша, а девојчица плеше. Иако је прихватио многе маурске обичаје, Бејнс одбија да има било какве сексуалне односе са њиховим женама. Међутим, очигледно је да га Ада јако привлачи управо због њене љубави према музици. На крају, Бејнс доноси инструмент у своју кућу и предлаже Алистеру да му да нешто од имовине коју Алистер жели у замену да га Ада научи да свира. Алистер се слаже и не размишља о очигледној привлачности коју Ада и Бејнс осећају једно према другом. Ада је изненађена када открије да је Бејнс ускладио тастере на клавиру након тешког путовања од обале до његове куће. Он јој каже да жели да слуша њену игру, а не да учи да свира, и нуди да врати клавир - кључ по тону - ако му она дозволи да "ради ствари које воли са њом" док она свира. Ада невољно пристаје, јер је Бејнса привлачи. У исто време, иако су већ у браку, Ада и Алистер још нису имали сексуалне или друге пријатељске односе.
Бејнс је сексуално узбуђен Адиним свирањем клавира до тачке када јој се отворено приближава. На крају, једног поподнева она подлегне сопственој пожуди и њих двоје заврше у кревету. Алистер коначно почиње да сумња у љубавну везу и након што открије Аду и њену ћерку заједно, закључава их у кућу и закуцава прозоре и врата даскама. Након тога, Ада почиње да избегава Бејнса и претвара се да осећа осећања према Алистеру; она је нежна према њему, али га то још више фрустрира, јер у тренутку када жели да је додирне, она се повлачи и не дозвољава му. Пре него што Алистер крене на своје ново путовање, пита Аду да ли ће отићи у Бејнс, а након што она каже не, он јој каже да јој верује.
Убрзо након тога, Ада шаље своју ћерку са пакетом за Бејнса, у коме се налази један тастер клавира на коме она изражава љубав према њему: „Драги Џорџ, увек ћеш имати моје срце, Ада Мекграт“. Флора, која је у међувремену прихватила Алистера као свог новог „тату” и љута је због неверства своје мајке, однесе пакет Алистеру. Након што је прочитао белешку, Алистер долази кући бесан и у налету љубоморе секиром одсече Адин кажипрст како би је спречио да дуже свира клавир. Након тога, она шаље Флору да посети Бејнса и односи му одсечени прст са поруком да ће јој, ако поново покуша да је види, одсећи још прстију. Након што се Ада опорави од повреде, Алистер шаље њу и Флору на пут са Бејнсом и прекида њихов брак. Одлазе са исте обале на коју су њих двоје дошли на почетку филма. Док се возе у чамцу са пртљагом и клавиром, Ада мисли да је клавир уништен и пошто више не може да га свира, захтева од Бејнса да га баци у море. Он то чини, а она намерно ставља ногу у жицу која спаја клавир, а он је вуче за собом у море. Док тоне са клавиром, она се предомисли, ослобађа се и враћа на површину где је Маври враћају у чамац.
У епилогу, она описује свој нови живот са Бејнсом и Флором у граду Нелсону где почиње да даје инструкције играња у њиховом дому, а њен кажипрст је замењен сребрним вештачким прстом. Каже да понекад замишља свој клавир на дну мора у свом гробу и себе како лебди изнад њега, што је „успава“. Ада је такође почела да узима часове говора како би поново научила да прича. Филм се завршава цитатом из песме Тишина Томаса Худа, којом је и почео.

## Глумци
- Холи Хантер као Ада Мекграт
- Харви Кајтел као Џорџ Бејнс
- Ана Паквин као Флора Мекграт
- Сем Нил као Алистер Стјуарт
- Кери Вокер као тетка Мораг
- Питер Денет као главни морнар
- Клиф Кертис као Мана
- Џорџ Бојл као Адин отац/Флорин деда

## Продукција
Избор улоге за лик Аде био је тежак процес. Први избор редитељке Кемпион била је Сигурни Вивер, али је одбила улогу, јер је тада направила паузу у каријери. Џенифер Џејсон Ли је такође разматрана за улогу, али није могла да се састане са Кемпионом да би прочитала сценарио због обавеза са Рашом. Изабел Ипер је упознала и фотографисала Џејн Кампион као Аду, а касније је изјавила да јој је жао што се није више залагала за улогу као што је то урадио Хантер.
Кастинг за лик Флоре почео је након што је Хантер већ био изабран. Одржана је серија отворених аудиција за девојчице између 9 и 13 година, са фокусом на оне за које се сматрало да су довољно младе да буду Адина ћерка (будућа глумица Хантер је изузетно ниска).
Алистер Фокс је навео да је на филм Клавир снажно утицала књига Џејн Мандер Прича о новозеландској реци.

## Критика
Клавир је освојио Златну палму за најбољи филм године (заправо га је поделио са „ Збогом мојој конкубини “ редитеља Чена Кајгеа), а Холи Хантер је проглашена за најбољу глумицу. Године 1994, на 66. додели Оскара, филм је победио у три категорије: најбоља глумица (Холи Хантер), споредна глумица (Ана Паквин) и најбољи оригинални сценарио (Џејн Кемпион). Ана Паквин је постала друга најмлађа глумица у историји која је освојила Оскара, одмах после Тејтум О’Нил. Холи Хантер је постала трећа глумица – заједно са Марли Матлин (Деца мањег Бога) и Џејн Вајман (Џони Белинда) – која је освојила Оскара за главну глумицу у ери звучног филма за улогу без дијалога (њен глас се накратко чује у филм у неколико сцена). Филм је имао америчку премијеру током међународног филмског фестивала на Хавајима.
Критичари су били изузетно наклоњени филму. Роџер Еберт је написао: „Филм Клавир је чудан и фасцинантан као и сваки филм који сам гледао. То је један од оних ретких филмова где нису важни само прича или ликови, већ цео универзум осећања." Хал Хинсон из Вашингтон поста написао је да је то „моћан, фантастичан и прелеп филм“. На популарном сајту Rotten Tomatoes, филм Клавир има 90% позитивних оцена.

## Номинације и награде

### Оскар
Филм Клавир номинован је у осам категорија за престижну филмску награду Оскар, а освојио је три:
- Најбоља глумица у главној улози - Холи Хантер
- Најбоља споредна глумица - Ана Паквин
- Најбољи оригинални сценарио - Џејн Кемпион
- Најбољи филм - Јан Чепмен
- Најбољи режисер - Џејн Кемпион
- Најбоља фотографију - Стјуарт Драјбург
- Најбоља монтажа - Вероника Џенет
- Најбоља костимографија - Џенет Патерсон

### Златни глобус
Филм Клавир био је номинован у шест категорија за награду Златни глобус, а освојио је једну:
- Најбоља глумица (драма) - Холи Хантер
- најбољи филм (драма)
- Најбољи режисер - Џејн Кемпион
- Најбоља споредна глумица - Ана Паквин
- Најбољи сценарио - Џејн Кемпион
- Најбоља оригинална музика - Мајкл Најман

### БАФТА
Филм Клавир номинован је у десет категорија за британску награду БАФТА, а освојио је три:
- Најбоља глумица - Холи Хантер
- Најбољи костимограф - Џенет Патерсон
- Најбољи сценограф - Ендру Мекалпајн
- Најбољи филм - Јан Чапман и Јане Кемпион
- Награда Дејвид Лин за најбољу режију - Џејн Кемпион
- Најбољи оригинални сценарио - Џејн Кемпион
- Најбоља монтажа - Вероника Џенет
- Најбоља камера - Стјуарт Драјбург
- Најбоља музика - Мајкл Најман
- Најбољи звук - Ли Смит, Тони Џонсон и Гетин Кри

## Музика из филма
Музику за филм написао је Мајкл Најман и укључује популарну мелодију Срце прво тражи задовољство. Званични саундтрек налази се на листи 100 највећих звучних записа свих времена, а Најманово дело је проглашено за најважнији глас филма са немим главним ликом.